# Pavel Kryl
Pavel Kryl (* 13. října 1981 Praha) je český herec.
Činoherní herectví vystudoval na DAMU a právo na Karlově univerzitě. Mimo absolventské inscenace v divadle DISK působil rok v Naivním divadle Liberec a dva roky v tanečním divadle BUFO.
Herectví absolvoval rolemi Weinberla (Tom Stoppard: Na flámu), Ralfa (M. von Mayenburg: Turista), Davida (V. Nezval, 0. Samec: Svět kolem ní) a Antonia Bologni (J. Webster, Vévodkyně z Amalfi). V současné době hraje ve Strašnickém divadle a v Divadle NaHraně (Slyšet hlasy, Pravý inspektor Hound, Mesiáš, Pannenky). Divadlo NaHraně založil se svými kolegy Šimonem Dominikem, Ondřejem Novákem, Martinem Severýnem a Karlem Čapkem. Od roku 2017 působí v Divadle Kolowrat (W. Shakespeare: Macbeth, N .V. Gogol: Ženitba, Karel Čapek: Jak se dělá divadlo, August Strindberg: Slečna Julie).
Ve filmu Protektor ztvárnil roli Zdeňka, dále hrál v seriálu Přešlapy a také ve filmu Illusionist.

## Divadlo
- A. P. Čechov: Tři sestry – role: Solený
- Wiliam Shakespeare: Bouře (Letní shakespearovské slavnosti) – role: Námořník, Ženec
- Václav Havel: Pokoušení (Stavovské divadlo) – role: Milenec

### divadlo DISK
- Tom Stoppard: Na Flámu – role: Kryštof
- V. Nezval/M. Samec: Svět kolem ní – role: Cestovatel
- M. von Mayenburg: Turista – role: Dietmar
- John Webster: Vévodkyně z Amalfi – role: Castruchio

### Divadlo NaHraně
- Tom Stoppard: Pravý inspektor Hound – role: Birdboot
- Joe Penhall: Slyšet hlasy – role: Pete
- Patrick Barlow: Mesiáš – role: Robert
- Pannenky – role: Charlie/Doktor

Divadlo Kolowrat
- W. Shakespeare: Macbeth - role: Macbeth
- M. Balážová: Bujón pro Chopina – role: Fryderyk Chopin
- N .V. Gogol: Ženitba – role: Kočkarev, Onučkin
- Karel Čapek: Jak se dělá divadlo – role: Režisér
- August Strindberg: Slečna Julie – role: Jean

## Film a TV
- 2006 Illusionist
- 2009 Přešlapy
- 2009 Protektor – role: Zdeněk